# Jacques Becker
Jacques Becker (Párizs, 1906. szeptember 15. – Párizs, 1960. február 21.) francia filmrendező, színész, forgatókönyvíró. Fia, Jean Becker (1933-) francia filmrendező.

## Életpályája
Mérnöki diplomát szerzett, és a Transatlantique Társaság alkalmazta. Állását otthagyva 1932-ben Jean Renoir filmrendező asszisztense lett. Foglalkoztatta a színészet is, többször állt a kamera elé, de mestere tanácsára a rendezői hivatás mellett döntött. 1935-ben Pierre Prévert-rel közösen Georges Courteline bohózata nyomán elkészítette A rendőrfőnök jó fiú című filmjét. A második világháború idején német fogságba esett, 1942-ben került haza, s a meg nem szállt Nizzában telepedett le.
Munkásságát nyugaton sokra értékelték, Magyarországon kevéssé ismerték. Igazi területe a szatirikus alaphangú, könnyed vígjáték, erénye az éles, kitűnő részletmegfigyelés. Legművészibb munkája az Amedeo Modigliani festőművész életét megörökítő Montparnasse 19. (1958) Gérard Philipe-pel a címszerepben.

## Filmjei
- A vízből kimentett Boudu (1932)
- A rendőrfőnök jó fiú (Le commissaire est bon enfant, le gendarme est sans pitié) (1935)
- Miénk az élet (1936)
- Mezei kirándulás (1936)
- Éjjeli menedékhely (1936)
- A nagy ábránd (1937)
- A fekete asszony (1938)
- Christobal az aranyhajú (L'or du Cristobal) (1939–1940)
- Érdemes örökölni? (1940)
- Az utolsó ütőkártya (Dernier atout) (1942)
- A Goupi-tanya (Goupi mains rouges) (1943)
- Párizs és a tavasz (Antoine et Antoinette) (1947)
- Randevú júliusban (Rendez-vous de juillet) (1949)
- Édouard és Caroline (Édouard et Caroline) (1951)
- Aranysisak (1952)
- Rue de l'Estrapade (1953)
- Ali Baba és a 40 rabló (1954)
- Az utolsó akció (1954)
- Arsène Lupin kalandjai (1957)
- Montparnasse 19. (1958)
- A Montparnasse szerelmesei (1958)
- Az odú (1960)